# 久田松真耶
久田松 真耶（くだまつ まや、1988年12月3日 - ）は、日本の女優。愛知県豊田市出身。

## 来歴・人物
愛知県立知立高等学校を卒業後、単身アメリカサンタモニカカレッジにて、演技を学ぶためシアターアーツを専攻。卒業後、ロサンゼルスにて映画やMV等の映像作品に出演。帰国後、舞台に出演した後、現在は映画を中心に活動。

## 出演

### 映画
- 2025年『逆火』内田英治監督：宮本文香役
- 2025年 『くまをまつ』滝野弘仁監督[2]
- 2024年『STRANGERS』　池田健太監督：受付スタッフ役
- 2023年 『クオリア』牛丸亮監督：田中里実 役
- 2023年 『東京遭難』加藤綾佳監督：ラウンジのキャスト
- 2023年 『探偵マリコの生涯で一番悲惨な日』内田英治監督 片山慎三監督：忍者教室の生徒
- 2023年 『サーチライト-遊星散歩-』平波亘監督：市役所職員[3]
- 2022年 『マンチの犬』 賀々贒三監督：井荻倫子 役
- 2022年 『マニアック・ドライバー』光武蔵人監督：乗車客カップル 役
- 2021年 『Hairs』石川真吾監督：マツコ 役
- 2021年 『母乳』賀々贒三監督：瓜又麻耶子 役
- 2021年 『片袖の魚』 東海林毅監督：ホテル従業員 役
- 2020年 『ミュージカルあるある』 賀々贒三監督：主演
- 2020年 『はぐれアイドル地獄変』東海林毅監督：グラビアアイドル 役
- 2020年 『さよならは聞き足りない』木島悠翔監督：店員 役
- 2019年 『新聞記者』藤井道人監督：インタビューを受ける女性 役
- 2019年 『やりたいふたり』谷口恒平監督：バーの店員 役
- 2019年 『平成最後映画 エンドロールムービー「僕らの時代」』藤田大介監督：ダンサー
- 2019年 『発見 Shine』牛丸亮監督：マリヤ 役
- 2019年 『新しいスパンキング』 賀々贒三監督：ナレーション
- 2019年 『まめや』 賀々贒三監督：ミステリーマヤ 役
- 2019年 『いつくしみふかき』 大山晃一郎監督：アナウンサー 役 <ゆうばり国際ファンタスティック映画祭 ファンタランド大賞>
- 2018年 『378441623 秒 33』 賀々贒三監督：女刑事 役
- 2012年 『Farewell Jimmy』Sang Kim 監督：Diner Patron  役
- 2010年 『This Indie Thing』Steve Royall 監督：日本人女優のマネージャー 役

### Music Video
- 2025年 大塚紗英 『ザッツマイアイデンティティ』
- 2020年 No Lie-Sense 『ah-老衰 mambo』
- 2012年 Chase Horseman『Grey Graves』
- 2011年 Odd Future『Rella』
- 2011年 Joseph Vincent『S.A.D』

### CM/TV
- 2024年4月 TOKYO MX 『彼のいる生活』第２話
- 2023年 BSテレ東 『たそがれ優作』：第七話：英会話教室の講師 役
- 2020年 My Dear Tokyo『想いは、人から人へつながっていく』
- 2019年 マルハニチロ『WILDish』
- 2017年 焼来肉ロックフェス
- 2014年 リクルート『全ての人生は、すばらしい』

### 舞台
- 2019年 大山劇団スピンオフ「laugh me tender」真壁 役
- 2018年 121841 プロデュース 「DM」 鏡雅子 役
- 2017年 演劇革命企画 「Stand Up Girls」 ふみは 役
- 2017年 LIVE DOGS 「DOGs」ココ 役
- 2017年 play union 「真夏の果実の花の頃 雨の中の紫陽花」 吉竹 役
- 2015年 Legs&Loins Inc.「えのもとぐりむのやわらかいパン」 女医 役
- 2015年 劇団居酒屋ベースボール「放浪の牛」 バーテンダー 役
- 2014年 ハラプロジェクト 「ハラ版 四谷怪談」 乞食 役/群衆
- 2011年 Santa Monica college 「Hyperbole」 主人公の母 役/アグネス 役

### ナレーション/声優
- 『ギルティ-狂った衝動-』レイブン/ニーラ/ハイキング女 2/女性看護師/ラジオ DJ  役
- 『新しいスパンキング』 ナレーション